# Jack Body
Pour les articles homonymes, voir Body.
Jack Stanley Body, né le 7 octobre 1944 à Te Aroha et mort le 10 mai 2015 à Wellington, est un compositeur, ethnomusicologue et photographe néo-zélandais.

## Biographie
Il étudie à l'université d'Auckland de 1963 à 1967, puis suit des cours de Nouvelle musique à l'Institut de sonologie d'Utrecht (Pays-Bas) de 1969 à 1970. 
Ses compositions abordent tous les genres (musique de chambre, musique de film, génériques d'émissions de télévision, musique électroacoustique, opéra, etc.). Fasciné par les musiques d'Asie, en particulier celles d'Indonésie, il explore aussi les musiques traditionnelles de Nouvelle-Zélande et donne de nombreuses conférences sur le sujet. De 1980 à sa retraite en 2009, il est professeur de composition à la New Zealand School of Music.
Parallèlement, il mène un travail de photographie expérimentale, présenté dans plusieurs galeries néo-zélandaises. 
Il est officier de l'ordre du Mérite de Nouvelle-Zélande depuis 2001.